# Gouvernement Daniel Johnson (père)
 (janvier 2025).
La mise en forme du texte ne suit pas les recommandations de Wikipédia : il faut le « wikifier ».
Les points d'amélioration suivants sont les cas les plus fréquents. Le détail des points à revoir est peut-être précisé sur la page de discussion.
- Les titres sont pré-formatés par le logiciel. Ils ne sont ni en capitales, ni en gras.
- Le texte ne doit pas être écrit en capitales (les noms de famille non plus), ni en gras, ni en italique, ni en « petit »…
- Le gras n'est utilisé que pour surligner le titre de l'article dans l'introduction, une seule fois.
- L'italique est rarement utilisé : mots en langue étrangère, titres d'œuvres, noms de bateaux, etc.
- Les citations ne sont pas en italique mais en corps de texte normal. Elles sont entourées par des guillemets français : « et ».
- Les listes à puces sont à éviter, des paragraphes rédigés étant largement préférés. Les tableaux sont à réserver à la présentation de données structurées (résultats, etc.).
- Les appels de note de bas de page (petits chiffres en exposant, introduits par l'outil «  Source ») sont à placer entre la fin de phrase et le point final[comme ça].
- Les liens internes (vers d'autres articles de Wikipédia) sont à choisir avec parcimonie. Créez des liens vers des articles approfondissant le sujet. Les termes génériques sans rapport avec le sujet sont à éviter, ainsi que les répétitions de liens vers un même terme.
- Les liens externes sont à placer uniquement dans une section « Liens externes », à la fin de l'article. Ces liens sont à choisir avec parcimonie suivant les règles définies. Si un lien sert de source à l'article, son insertion dans le texte est à faire par les notes de bas de page.
- La présentation des références doit suivre les conventions bibliographiques. Il est recommandé d'utiliser les modèles {{Ouvrage}}, {{Chapitre}}, {{Article}}, {{Lien web}} et/ou {{Bibliographie}}. Le mode d'édition visuel peut mettre en forme automatiquement les références.
- Insérer une infobox (cadre d'informations à droite) n'est pas obligatoire pour parachever la mise en page.

Pour une aide détaillée, merci de consulter Aide:Wikification.
Si vous pensez que ces points ont été résolus, vous pouvez retirer ce bandeau et améliorer la mise en forme d'un autre article.
| Gouvernement Lesage | Gouvernement Lesage | Gouvernement Johnson | Gouvernement Johnson | Gouvernement Johnson | Gouvernement Johnson | Gouvernement Johnson | Gouvernement Johnson | Gouvernement Johnson | Gouvernement Johnson | Gouvernement Johnson | Gouvernement Bertrand | Gouvernement Bertrand |
| 27e législature     | 27e législature     | 28e législature      | 28e législature      | 28e législature      | 28e législature      | 28e législature      | 28e législature      | 28e législature      | 28e législature      | 28e législature      | 28e législature       | 28e législature       |
| 1966                | 1966                | 1966                 | 1966                 | 1967                 | 1967                 | 1967                 | 1967                 | 1968                 | 1968                 | 1968                 | 1968                  | 1969                  |

Le mandat du gouvernement Daniel Johnson (père) s'étendit du 16 juin 1966 au 26 septembre 1968. Daniel Johnson (père) devient premier ministre du Québec à la suite de sa victoire aux élections du 5 juin 1966.

## Caractéristiques
Lorsque l'Union nationale reprend le pouvoir, en 1966, les observateurs de l'époque croient qu'il s'agit de la fin de la Révolution tranquille et même d'un retour à l'ère Duplessis. Au contraire, Daniel Johnson poursuit les réformes commencées sous Lesage. Les Cégeps sont créés. La loi sur le Protecteur du Citoyen est adoptée. On met en place le ministère des Institutions financières.
Les relations Québec-Ottawa prennent une nouvelle tangente. Johnson exige la signature d'un nouveau pacte d'égal à égal avec le reste du Canada, sinon il déclenchera, dit-il, le processus devant mener à l'indépendance, de là son slogan "Égalité ou indépendance". Les négociations avec Ottawa ne sont cependant pas un succès, surtout avec l'entrée en scène de Pierre Elliott Trudeau.
Avec l'appui du président français, Charles de Gaulle, Johnson accroît significativement le rayonnement international du Québec. Expo 67 et le "Vive le Québec libre! du général De Gaulle le font connaître à travers le monde. En janvier 1968, le Gabon, sous la pression du président français, invite le ministre de l'Éducation québécois à la conférence annuelle des communautés africaines et malgaches, à Libreville, sans passer par Ottawa. Le mois suivant, le Canada, mécontent, rompt ses liens diplomatiques avec le Gabon.

## Chronologie
- 16 juin 1966: assermentation du cabinet Johnson devant le lieutenant-gouverneur Hugues Lapointe.
- Été 1966: grève sauvage dans les hôpitaux sans aucun service essentiel. Il faut la menace d'une loi spéciale pour faire cesser le conflit.
- Automne 1966: négociations avec Ottawa sur le régime fiscal. Johnson réclame 100 % de l'impôt sur le revenu et sur les sociétés.
- 14 octobre 1966: inauguration du Métro de Montréal.
- 1er décembre 1966: première session de la 28e Législature. La loi sur les prêts et bourses aux étudiants est adoptée. Au cours des mois suivants, l'Assemblée législative discute de la création d'un ministère des Affaires interprovinciales et d'un ministère de la Fonction publique ainsi que d'une loi devant instituer un protecteur du citoyen.
- 27 janvier 1967: dépôt de la loi 21 créant les Collèges d'enseignement général et professionnel (les Cégeps).
- 14 avril 1967: Création du Ministère des relations internationales, par l'adoption de la Loi modifiant la Loi du ministère des Affaires fédérales-provinciales et certaines lois connexes (Bill no 33)[1].
- 27 avril 1967: inauguration d'Expo 67.
- 18 mai 1967: Daniel Johnson rencontre Charles de Gaulle à l'Élysée. Les deux chefs d'État veulent établir une étroite collaboration entre le Québec et la France.
- 15 juin 1967: Daniel Johnson annonce la construction d'une cité parlementaire à Québec. Le coût de la construction des immeubles, dont le Complexe G qui doit compter 30 étages, est établi autour de 30 millions $.
- 24 juillet 1967: la phrase du général de Gaulle (« Vive le Québec libre ! »), lancée du haut du balcon de l'hôtel de ville de Montréal, déclenche un véritable séisme dans les relations Québec-Ottawa et Ottawa-Paris. Le 27 novembre, lors d'une conférence de presse à l'Élysée, il fait un discours de 19 minutes détaillant sa visite au Québec et ses motivations[2] (probablement jamais télédiffusé au Québec).
- 3 août 1967: François Aquin démissionne du caucus libéral et devient le premier député indépendantiste de l'Assemblée législative.
- 25 août 1967: le rapport de la Commission Castonguay recommande l'instauration d'un régime d'assurance-maladie universel, complet, public et obligatoire.
- 14 septembre 1967: Accord Johnson-Peyrefitte avec la France au sujet de la culture, l'éducation et les visites diplomatiques. Cela prévoit la création de l'Office franco-québécois pour la jeunesse.
- 18 septembre 1967: lors d'une conférence de presse, René Lévesque annonce qu'il préconise désormais la souveraineté politique du Québec doublée d'une association économique avec le reste du Canada, et publie au même moment un manifeste intitulé Un pays qu’il faut faire, précurseur du MSA et du livre Option Québec (1968).
- 14 octobre 1967: Au congrès du PLQ, le président de l'assemblée refuse le vote secret sur la proposition de la Souveraineté-Association. Le congrès rejette cette proposition de façon quasi unanime. René Lévesque quitte le parti libéral.
- 19 novembre 1967: René Lévesque fonde le Mouvement Souveraineté-Association (MSA).
- 6 février 1968: Daniel Johnson affronte le ministre fédéral de la Justice, Pierre Elliott Trudeau, lors de la conférence fédérale-provinciale. Celui-ci lui nie la prétention d'être le seul porte-parole des francophones au Canada. Selon lui, ces derniers doivent obtenir l'égalité linguistique avec les anglophones et non un statut particulier qui mènerait tout droit à la séparation.
- 22 février 1968: Création de l'Office de la radio de Québec, appelé souvent Radio-Québec (aujourd'hui Télé-Québec), d'après une loi datant de 1945 (Duplessis) n'ayant pas encore été activée. Il commença par produire une série radio sur l'histoire du Québec et la série télévisuelle Les Oraliens. Ce n'est que quelques années plus tard que l'Office créa la station de télé Radio-Québec.
- 20 avril 1968: Trudeau devient premier ministre du Canada et annonce des élections générales pour le 25 juin.
- 24 juin 1968: Lundi de la matraque : Trudeau assiste au défilé de la St-Jean, Bourgault (chef du 3e plus gros parti au Québec) est battu et arrêté pour sa simple présence. Trudeau décide de braver l'émeute.
- 25 juin 1968:  À la SRC, le journaliste Claude-Jean Devirieux est suspendu pour avoir dénoncé la brutalité policière la veille. La SRC déclenche une grève d'un jour en soutien à Devirieux. Trudeau remporte les élections et obtient un gouvernement majoritaire. Cette victoire n'est pas annoncée à la SRC, en raison de la grève.
- 26 septembre 1968: Daniel Johnson meurt d'une crise cardiaque à la veille de l'inauguration du barrage de Manic 5. Jean-Jacques Bertrand prend alors le relais.
- 2 octobre 1968: assermentation du cabinet Bertrand devant le lieutenant-gouverneur Hugues Lapointe.

## Composition

### Composition initiale (16 juin 1966)
| Fonction                                                                                        | Titulaire | Titulaire                 | Parti |
| ----------------------------------------------------------------------------------------------- | --------- | ------------------------- | ----- |
| Premier ministre Ministre des Affaires fédérales-provinciales Ministre des Richesses naturelles |           | Daniel Johnson (père)     | UN    |
| Vice-premier ministre Ministre de l'Éducation Ministre de la Justice                            |           | Jean-Jacques Bertrand     | UN    |
| Ministre des Affaires culturelles                                                               |           | Jean-Noël Tremblay        | UN    |
| Ministre des Affaires municipales Ministre des Finances                                         |           | Paul Dozois               | UN    |
| Ministre de l'Agriculture et de la Colonisation                                                 |           | Clément Vincent           | UN    |
| Ministre de la Famille et du Bien-être social Ministre de la Santé                              |           | Jean-Paul Cloutier        | UN    |
| Ministre de l'Industrie et du Commerce Ministre du Travail                                      |           | Maurice Bellemare         | UN    |
| Ministre du Revenu                                                                              |           | Raymond Johnston          | UN    |
| Secrétaire de la province                                                                       |           | Yves Gabias               | UN    |
| Ministre des Terres et Forêts                                                                   |           | Claude-Gilles Gosselin    | UN    |
| Ministre du Tourisme, de la Chasse et de la Pêche                                               |           | Gabriel Loubier           | UN    |
| Ministre des Transports et des Communications                                                   |           | Fernand Lizotte           | UN    |
| Ministre des Travaux publics Ministre de la Voirie                                              |           | Fernand-Joseph Lafontaine | UN    |
| Ministres d'État                                                                                |           |                           |       |
| Ministre d'État aux Affaires municipales                                                        |           | Francis Boudreau          | UN    |
| Ministre d'État à l'Éducation                                                                   |           | Marcel Masse              | UN    |
| Ministre d'État à la Famille et au Bien-être social                                             |           | François E. Mathieu       | UN    |
| Ministre d'État à l'Industrie et au Commerce                                                    |           | Edgar Charbonneau         | UN    |
| Ministre d'État à la Justice                                                                    |           | Armand Maltais            | UN    |
| Ministre d'État à la Santé                                                                      |           | Roch Boivin               | UN    |
| Ministre d'État aux Travaux publics                                                             |           | Armand Russell            | UN    |
| Ministre d'État à la Voirie                                                                     |           | Paul Allard               | UN    |

### Remaniements et ajustements subséquents
Remaniement en octobre 1967
- Jean-Jacques Bertrand: ministre de la Justice.
- Paul Dozois: ministre des Finances.
- Jean-Guy Cardinal: ministre de l'Éducation.
- Robert Lussier: ministre des Affaires municipales.
- Armand Russell: ministre des Travaux publics.
- Fernand Lafontaine: ministre de la Voirie.
- Paul Allard; ministre des Richesses naturelles.
- Jean-Paul Beaudry: ministre de l'Industrie et du Commerce.
- Maurice Bellemare: ministre du Travail.

Remaniement en mai 1968
- Paul Dozois: ministre des Finances, ministre des Institutions financières.

## Sources
- Paul-André Linteau, René Durocher, Jean-Claude Robert et François Ricard, Histoire du Québec contemporain, t. 2, Boréal Express, 1986.
- Louis La Rochelle, En flagrant délit de pouvoir, Boréal Express, 1982.
- Pierre Godin, Daniel Johnson, t. 2, Éditions de l'Homme, 1980.